# Charles Bruck
Charles Bruck   (Timișoara, 2 de maig de 1911 - Hancock, 16 de juliol de 1995) va ser un director d'orquestra i pedagog franco-americà, un jueu originari del Banat, i un destacat deixeble de Pierre Monteux.

## Biografia
Va néixer en una família de jueus ashkenazis de parla hongaresa a la ciutat de Timișoara, després a l'Imperi Austrohongarès. Va deixar la seva ciutat natal l'any 1928 per estudiar piano i composició al Conservatori de Viena, després va assistir a classes a lÉcole Normale de Musique de París com a alumne de Alfred Cortot, Nadia Boulanger i Vlado Perlemuter, estudiant de dret en paral·lel (doctor en dret, 1936). Va estudiar direcció amb Pierre Monteux a partir de 1934 i a partir de 1936 va dirigir l'Orquestra Simfònica de París. Durant un temps va ser director en cap de l'Orquestra d'Opera d'Opera d'Amsterdam (1950–1954), de la Filharmònica d'Estrasburg (1955–1965) i de l'Orquestra Filharmònica de Radiodifusió francesa (ORTF) de París (1965–1970). El 1939 va obtenir la ciutadania francesa i a la Segona Guerra Mundial va participar en la Resistència francesa. Es va establir a Baus Provença-Alps-Costa Blava. A partir de 1969 es va fer càrrec de la direcció de l'escola (com a director musical i primer director) que Pierre Monteux va establir a l'estat americà del Maine, Escola Pierre Monteux per a directors i músics d'orquestra, treballant-hi durant 26 anys, fins a la seva mort per càncer als 84 anys.
També va impartir classes a "The Hartt School of Music" on va exercir de director d'activitats orquestrals. Va ser professor visitant a la Universitat de Princeton el 1992. Una obra sobre la seva carrera com a Mestre de l'Escola Pierre Monteux, anomenada Muse of Fire, escrita per David Katz, un dels seus estudiants, es va estrenar a Maine el 2005 i des de llavors ha tingut un ampli recorregut.
Les seves cendres van ser dipositades a Jerusalem.
També és conegut pels enregistraments i interpretacions de moltes obres musicals del segle xx, algunes de les primeres audicions, també va dirigir, entre d'altres, música clàssica francesa (Berlioz), però també la música de compositors de l'Europa Central i de l'Est: Beethoven, Brahms, Stravinski, Béla Bartók, Leoš Janáček, George Enescu, Sergei Prokofiev, György Ligeti, Iannis Xenakis, Olivier Messiaen, Pierre Boulez.